# Cayehuacán
Cayehuacán är en ort i Mexiko.   Den ligger i kommunen Axochiapan och delstaten Morelos, i den sydöstra delen av landet, 100 km söder om huvudstaden Mexico City. Cayehuacán ligger 1 097 meter över havet och antalet invånare är 272.
Terrängen runt Cayehuacán är platt åt sydväst, men åt nordost är den kuperad. Runt Cayehuacán är det ganska tätbefolkat, med 179 invånare per kvadratkilometer. Närmaste större samhälle är Axochiapan, 9,3 km söder om Cayehuacán. I omgivningarna runt Cayehuacán växer huvudsakligen savannskog.